# Taniec wojenny
Taniec wojenny – jest to taniec z elementami imitacji walki, zwykle w odniesieniu do społeczeństw plemion wojowniczych, gdzie taniec ten był połączony z wojnami plemiennymi.
W różnych kulturach taniec wojenny może być wykonywany w różnych celach, takich jak zwiększenie agresji wojowników przed walką lub demonstracja przed przeciwnikiem własnej siły i umiejętności. Wiele odmian tańca wojennego może wykorzystywać muzykę, przede wszystkim silne rytmy perkusyjne. Przykładami tańca wojennego są:
- A'rda – Kuwejt
- El-Tahteeb – górny Egipt
- Buza – Rosja

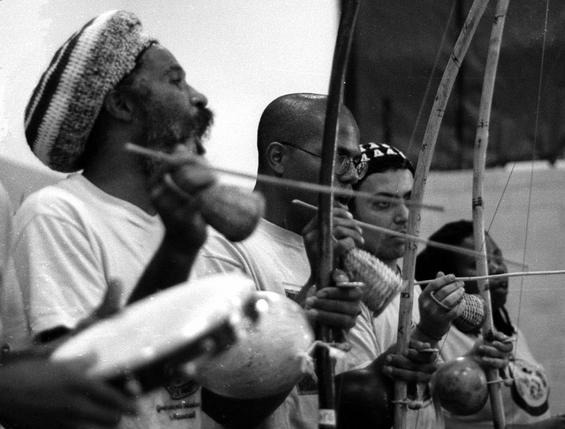
Capoeira jest sztuką walki z elementami tanecznymi i akrobatycznymi trenowaną przy akompaniamencie muzycznym

- Taniec Pantery – burmańskie Bando z mieczami dha
- Gymnopedia – starożytna Sparta
- Europejski Taniec mieczy
- Haka – Nowa Zelandia
- Indlamu – Zulusi
- Khorumi – Gruzja
- Taniec z szablami – przedstawiony w balecie Arama Chaczaturiana Gajane
- Tańce moran Masajów
- Aduk-Aduk – Brunei
- Ayyalah – Katar
- Khattak – Afganistan i Pakistan
- Capoeira – Brazylia
- Taniec sztyletów – Szkocja, podobnie jak Szkocki taniec mieczy
- Hula & Lua – wywodzące się z tradycji rdzennych Hawajczyków
- Hopak – Ukraina
- Yolah – Oman/UAE
- Cibi – Fidżi
- Kailao – Uvea, zaadaptowane przez Tonga